# Play Girl (film, 1932)

Play Girl est un film américain réalisé par Ray Enright, sorti en 1932.

## Synopsis
Buster Green, une jeune femme ambitieuse se marie avec Wallie Dennis, un jeune homme ayant une addiction pour les jeux d'argent.

## Fiche technique
- Réalisation : Ray Enright
- Scénario : Maurine Dallas Watkins, Maude Fulton, Brown Holmes d'après une histoire de Frederick Hazlitt Brennan
- Photographie : Gregg Toland
- Montage :	Owen Marks
- Musique : Leo F. Forbstein
- Producteur : Hal B. Wallis
- Société de production : Warner Bros.
- Genre : Film dramatique[1]
- Durée : 60 minutes
- Date de sortie : 
  - États-Unis : 12 mars 1932

## Distribution
- Winnie Lightner : Georgine Hicks

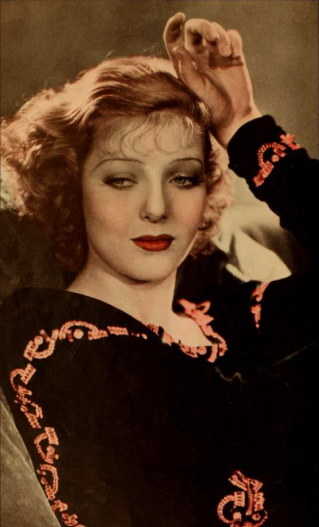
Loretta Young en 1932

- Loretta Young : Buster Green Dennis
- Norman Foster : Wallace "Wallie" Dennis
- Guy Kibbee : Finkelwald
- Dorothy Burgess : Edna
- Noel Madison : Martie Happ
- James Ellison : Elmer
- Edward Van Sloan as Moffatt
- George 'Gabby' Hayes : Dance Hall Tobacconist
- Adrienne Dore : The Reno Girl